# Ichnotropis squamulosa
Ichnotropis squamulosa är en ödleart som beskrevs av  Peters 1854. Ichnotropis squamulosa ingår i släktet Ichnotropis och familjen lacertider. Inga underarter finns listade i Catalogue of Life.